# Angelo Palmas

Chân dung Tổng giám mục Angelo Palmas

Angelo Palmas (1914–2003) là một Giám mục Công giáo người Ý, là Khâm sứ Tòa Thánh tại Việt Nam, Colombia, Canada.

## Tiểu sử
Tổng giám mục Angelo Palmas sinh tại Villanova Monteleone, Italia ngày 21 tháng 12 năm 1914.
Ngày 15 tháng 8 năm 1938, ông được thụ phong linh mục.
Ngày 17 tháng 6 năm 1964, linh mục Angelo được bổ nhiệm làm Tổng giám mục Hiệu tòa Vibiana, Khâm sứ Tòa Thánh tại Việt Nam, ông được tấn phong ngày 28 tháng 6 năm đó bởi vị Chủ phong là Giáo hoàng Phaolô VI và hai giám mục phụ phong là Tổng giám mục Diego Venini và Tổng giám mục Ettore Cunial.
Ngày 19 tháng 4 năm 1968, Tổng giám mục Angelo được chuyển đi làm Sứ thần Tòa Thánh tại Colombia. Đến ngày 2 tháng 9 năm 1975, Tổng giám mục Angelo tiếp tục được thuyên chuyển làm Sứ thần tại Canada.
Ngày 10 tháng 3 năm 1990, ông nghỉ hưu.
Ngày 9 tháng 6 năm 2003, ông qua đời, thọ 89 tuổi.